# Nea Jonia (gmina)
Nea Jonia (gr. Δήμος Νέας Ιωνίας, Dimos Neas Jonias) – gmina w Grecji, w administracji zdecentralizowanej Attyka, w regionie Attyka, w jednostce regionalnej Ateny-Sektor Północny. Siedzibą i jedyną miejscowością gminy jest Nea Jonia. W 2011 roku liczyła 67 134 mieszkańców.